# Chiesa di San Bartolomeo (Salerno)
La Chiesa di San Bartolomeo si trova nell'area intorno al centro storico di Salerno (in via San Bartolomeo) e fu fondata nei secoli della dominazione longobarda nella città campana.

## Storia
»
Nata probabilmente come cappella di fondazione privata da parte di qualche nobile salernitano, la chiesa fu creata fuori dalle mura cittadine prima del mille dai Longobardi del Principato di Salerno. Ma il primo documento ufficiale sulla sua esistenza risale al 1165. Fu ristrutturata nel XI secolo e venne sconsacrata durante l'ultimo secolo del Rinascimento. 
Finalmente fu ricostruita ed ammodernata nella prima metà del Novecento, tornando ad essere usata liturgicamente. Ha una capienza ridotta a meno di cento fedeli.
Recentemente è stato scoperto che esiste un'altra chiesa di San Bartolomeo nella Salerno longobarda: la Chiesa di San Bartolomeo de Coriariis in via Tasso nel centro storico.